# Eleições autárquicas portuguesas de 1982 no distrito de Braga
| Eleições autárquicas portuguesas de 1982 Distritos: Aveiro \| Beja \| Braga \| Bragança \| Castelo Branco \| Coimbra \| Évora \| Faro \| Guarda \| Leiria \| Lisboa \| Portalegre \| Porto \| Santarém \| Setúbal \| Viana do Castelo \| Vila Real \| Viseu \| Açores \| Madeira |

## Resultados por concelho
Os resultados nos concelhos do distrito de Braga foram os seguintes:

### Amares
| Partido                 | Partido                 | Votos  | %               | +/-   | Vereadores | +/-     |
| ----------------------- | ----------------------- | ------ | --------------- | ----- | ---------- | ------- |
|                         | Aliança Democrática     | 5 139  | 59,48 / 100,00  | -     | 5 / 7      | -       |
|                         | Partido Socialista      | 2 798  | 32,38 / 100,00  | 15,36 | 2 / 7      | 1       |
|                         | Aliança Povo Unido      | 287    | 3,32 / 100,00   | 0,13  | 0 / 7      | Estável |
| Votos Inválidos         | Votos Inválidos         | 416    | 4,82 / 100,00   | 1,05  |            |         |
| Total                   | Total                   | 8 640  | 100,00 / 100,00 |       | 7 / 7      |         |
| Eleitorado/Participação | Eleitorado/Participação | 11 036 | 78,29 / 100,00  | 0,70  |            |         |

### Barcelos
| Partido                 | Partido                   | Votos  | %               | +/-  | Vereadores | +/-     |
| ----------------------- | ------------------------- | ------ | --------------- | ---- | ---------- | ------- |
|                         | Partido Social Democrata  | 25 941 | 49,16 / 100,00  | 0,55 | 5 / 9      | Estável |
|                         | Partido Socialista        | 12 292 | 23,30 / 100,00  | 5,85 | 2 / 9      | Estável |
|                         | Centro Democrático Social | 9 455  | 17,92 / 100,00  | 4,50 | 2 / 9      | Estável |
|                         | Aliança Povo Unido        | 3 223  | 6,11 / 100,00   | 1,33 | 0 / 9      | Estável |
| Votos Inválidos         | Votos Inválidos           | 1 855  | 3,51 / 100,00   | 0,52 |            |         |
| Total                   | Total                     | 52 766 | 100,00 / 100,00 |      | 9 / 9      |         |
| Eleitorado/Participação | Eleitorado/Participação   | 66 318 | 79,57 / 100,00  | 3,97 |            |         |

### Braga
| Partido                 | Partido                   | Votos  | %               | +/-  | Vereadores | +/-     |
| ----------------------- | ------------------------- | ------ | --------------- | ---- | ---------- | ------- |
|                         | Partido Socialista        | 34 656 | 52,33 / 100,00  | 3,02 | 5 / 9      | Estável |
|                         | Aliança Democrática       | 21 225 | 32,05 / 100,00  | -    | 3 / 9      | -       |
|                         | Aliança Povo Unido        | 6 775  | 10,23 / 100,00  | 0,95 | 1 / 9      | Estável |
|                         | PCTP/MRPP                 | 653    | 0,99 / 100,00   | 0,01 | 0 / 9      | Estável |
|                         | União Democrática Popular | 475    | 0,72 / 100,00   | 0,14 | 0 / 9      | Estável |
| Votos Inválidos         | Votos Inválidos           | 2 447  | 3,69 / 100,00   | 1,91 |            |         |
| Total                   | Total                     | 66 231 | 100,00 / 100,00 |      | 9 / 9      |         |
| Eleitorado/Participação | Eleitorado/Participação   | 83 535 | 79,29 / 100,00  | 4,09 |            |         |

### Cabeceiras de Basto
| Partido                 | Partido                 | Votos  | %               | +/-  | Vereadores | +/-     |
| ----------------------- | ----------------------- | ------ | --------------- | ---- | ---------- | ------- |
|                         | Aliança Democrática     | 5 118  | 51,23 / 100,00  | 2,53 | 4 / 7      | Estável |
|                         | Partido Socialista      | 4 398  | 44,02 / 100,00  | 1,18 | 3 / 7      | Estável |
|                         | Aliança Povo Unido      | 210    | 2,10 / 100,00   | 0,87 | 0 / 7      | Estável |
| Votos Inválidos         | Votos Inválidos         | 265    | 2,65 / 100,00   | 0,47 |            |         |
| Total                   | Total                   | 9 991  | 100,00 / 100,00 |      | 7 / 7      |         |
| Eleitorado/Participação | Eleitorado/Participação | 12 393 | 80,62 / 100,00  | 6,33 |            |         |

### Celorico de Basto
| Partido                 | Partido                 | Votos  | %               | +/-  | Vereadores | +/-     |
| ----------------------- | ----------------------- | ------ | --------------- | ---- | ---------- | ------- |
|                         | Aliança Democrática     | 6 597  | 62,80 / 100,00  | -    | 5 / 7      | -       |
|                         | Partido Socialista      | 2 388  | 22,73 / 100,00  | 4,06 | 2 / 7      | 1       |
|                         | Aliança Povo Unido      | 799    | 7,61 / 100,00   | 0,95 | 0 / 7      | Estável |
| Votos Inválidos         | Votos Inválidos         | 721    | 6,86 / 100,00   | 1,85 |            |         |
| Total                   | Total                   | 10 505 | 100,00 / 100,00 |      | 7 / 7      |         |
| Eleitorado/Participação | Eleitorado/Participação | 15 165 | 69,27 / 100,00  | 9,00 |            |         |

### Esposende
| Partido                 | Partido                   | Votos  | %               | +/-   | Vereadores | +/-     |
| ----------------------- | ------------------------- | ------ | --------------- | ----- | ---------- | ------- |
|                         | Centro Democrático Social | 6 236  | 42,06 / 100,00  | 10,56 | 4 / 7      | 1       |
|                         | Partido Social Democrata  | 5 575  | 37,60 / 100,00  | 8,11  | 3 / 7      | 1       |
|                         | Partido Socialista        | 1 298  | 8,75 / 100,00   | 1,85  | 0 / 7      | Estável |
|                         | Aliança Povo Unido        | 1 067  | 7,20 / 100,00   | 0,62  | 0 / 7      | Estável |
| Votos Inválidos         | Votos Inválidos           | 652    | 4,40 / 100,00   | 1,24  |            |         |
| Total                   | Total                     | 14 828 | 100,00 / 100,00 |       | 7 / 7      |         |
| Eleitorado/Participação | Eleitorado/Participação   | 18 692 | 79,33 / 100,00  | 1,28  |            |         |

### Fafe
| Partido                 | Partido                 | Votos  | %               | +/-  | Vereadores | +/-     |
| ----------------------- | ----------------------- | ------ | --------------- | ---- | ---------- | ------- |
|                         | Partido Socialista      | 13 369 | 52,57 / 100,00  | 5,71 | 4 / 7      | Estável |
|                         | Aliança Democrática     | 10 322 | 40,59 / 100,00  | -    | 3 / 7      | -       |
|                         | Aliança Povo Unido      | 815    | 3,20 / 100,00   | 2,13 | 0 / 7      | Estável |
| Votos Inválidos         | Votos Inválidos         | 924    | 3,64 / 100,00   | 0,27 |            |         |
| Total                   | Total                   | 25 430 | 100,00 / 100,00 |      | 7 / 7      |         |
| Eleitorado/Participação | Eleitorado/Participação | 30 911 | 82,27 / 100,00  | 0,18 |            |         |

### Guimarães
| Partido                 | Partido                 | Votos  | %               | +/-  | Vereadores | +/-     |
| ----------------------- | ----------------------- | ------ | --------------- | ---- | ---------- | ------- |
|                         | Partido Socialista      | 30 038 | 42,73 / 100,00  | 6,91 | 4 / 9      | Estável |
|                         | AD                      | 27 102 | 38,55 / 100,00  | 6,11 | 4 / 9      | Estável |
|                         | Aliança Povo Unido      | 10 079 | 14,34 / 100,00  | 0,32 | 1 / 9      | Estável |
|                         | PCTP/MRPP               | 675    | 0,96 / 100,00   | 0,04 | 0 / 9      | Estável |
| Votos Inválidos         | Votos Inválidos         | 2 409  | 3,43 / 100,00   | 0,70 |            |         |
| Total                   | Total                   | 70 303 | 100,00 / 100,00 |      | 9 / 9      |         |
| Eleitorado/Participação | Eleitorado/Participação | 87 498 | 80,35 / 100,00  | 1,61 |            |         |

### Póvoa de Lanhoso
| Partido                 | Partido                   | Votos  | %               | +/-   | Vereadores | +/-     |
| ----------------------- | ------------------------- | ------ | --------------- | ----- | ---------- | ------- |
|                         | Partido Social Democrata  | 5 198  | 48,82 / 100,00  | 13,23 | 4 / 7      | 1       |
|                         | Centro Democrático Social | 2 382  | 22,37 / 100,00  | -     | 2 / 7      | -       |
|                         | Partido Socialista        | 2 205  | 20,71 / 100,00  | 1,63  | 1 / 7      | 1       |
|                         | Aliança Povo Unido        | 428    | 4,02 / 100,00   | 6,84  | 0 / 7      | Estável |
| Votos Inválidos         | Votos Inválidos           | 434    | 4,08 / 100,00   | 0,67  |            |         |
| Total                   | Total                     | 10 647 | 100,00 / 100,00 |       | 7 / 7      |         |
| Eleitorado/Participação | Eleitorado/Participação   | 13 610 | 78,23 / 100,00  | 3,71  |            |         |

### Terras de Bouro
| Partido                 | Partido                 | Votos | %               | +/-  | Vereadores | +/-     |
| ----------------------- | ----------------------- | ----- | --------------- | ---- | ---------- | ------- |
|                         | Aliança Democrática     | 3 828 | 72,61 / 100,00  | -    | 4 / 5      | -       |
|                         | Partido Socialista      | 976   | 18,51 / 100,00  | 0,25 | 1 / 5      | Estável |
|                         | Aliança Povo Unido      | 231   | 4,38 / 100,00   | 2,07 | 0 / 5      | Estável |
| Votos Inválidos         | Votos Inválidos         | 237   | 4,50 / 100,00   | 0,38 |            |         |
| Total                   | Total                   | 5 272 | 100,00 / 100,00 |      | 5 / 5      |         |
| Eleitorado/Participação | Eleitorado/Participação | 6 817 | 77,34 / 100,00  | 1,88 |            |         |

### Vieira do Minho
| Partido                 | Partido                 | Votos  | %               | +/-  | Vereadores | +/-     |
| ----------------------- | ----------------------- | ------ | --------------- | ---- | ---------- | ------- |
|                         | Aliança Democrática     | 4 536  | 55,10 / 100,00  | -    | 5 / 7      | -       |
|                         | Partido Socialista      | 2 698  | 32,77 / 100,00  | 1,65 | 2 / 7      | 1       |
|                         | Aliança Povo Unido      | 592    | 7,19 / 100,00   | 2,25 | 0 / 7      | Estável |
| Votos Inválidos         | Votos Inválidos         | 407    | 4,95 / 100,00   | 0,56 |            |         |
| Total                   | Total                   | 8 233  | 100,00 / 100,00 |      | 7 / 7      |         |
| Eleitorado/Participação | Eleitorado/Participação | 11 606 | 70,94 / 100,00  | 3,66 |            |         |

### Vila Nova de Famalicão
| Partido                 | Partido                    | Votos  | %               | +/-  | Vereadores | +/-     |
| ----------------------- | -------------------------- | ------ | --------------- | ---- | ---------- | ------- |
|                         | Partido Socialista         | 23 085 | 41,73 / 100,00  | 4,75 | 4 / 9      | 1       |
|                         | Partido Social Democrata   | 22 651 | 40,95 / 100,00  | -    | 4 / 9      | -       |
|                         | Aliança Povo Unido         | 5 118  | 9,25 / 100,00   | 1,36 | 1 / 9      | Estável |
|                         | Partido Popular Monárquico | 2 707  | 4,89 / 100,00   | -    | 0 / 9      | -       |
| Votos Inválidos         | Votos Inválidos            | 1 753  | 3,17 / 100,00   | 0,94 |            |         |
| Total                   | Total                      | 55 314 | 100,00 / 100,00 |      | 9 / 9      |         |
| Eleitorado/Participação | Eleitorado/Participação    | 70 368 | 78,61 / 100,00  | 4,10 |            |         |

### Vila Verde
| Partido                 | Partido                 | Votos  | %               | +/-  | Vereadores | +/-     |
| ----------------------- | ----------------------- | ------ | --------------- | ---- | ---------- | ------- |
|                         | Aliança Democrática     | 13 826 | 63,63 / 100,00  | -    | 5 / 7      | -       |
|                         | Partido Socialista      | 5 962  | 27,44 / 100,00  | 9,55 | 2 / 7      | 1       |
|                         | Aliança Povo Unido      | 689    | 3,17 / 100,00   | 1,83 | 0 / 7      | Estável |
| Votos Inválidos         | Votos Inválidos         | 1 252  | 5,76 / 100,00   | 1,75 |            |         |
| Total                   | Total                   | 21 729 | 100,00 / 100,00 |      | 7 / 7      |         |
| Eleitorado/Participação | Eleitorado/Participação | 28 380 | 76,56 / 100,00  | 0,78 |            |         |